# To Know Him Is to Love Him
To Know Him Is to Love Him est une chanson écrite par Phil Spector, inspirée par les paroles gravées sur la pierre tombale de son père: To Know Him Was To Love Him (« Le connaitre c'était l'aimer »). Elle a d'abord été enregistrée par The Teddy Bears, un groupe fondé par Spector à 17 ans, dont il est membre. Cet enregistrement a passé trois semaines à la première position du Billboard Hot 100 singles chart en 1958, tout en atteignant la seconde place du New Musical Express au Royaume-Uni. Peter & Gordon et Bobby Vinton ont plus tard connu le succès avec leurs version intitulée « To Know You Is to Love You ». En 1987, la chanson a été reprise par Dolly Parton, Linda Ronstadt et Emmylou Harris, dont le disque Trio a atteint la tête du palmarès américain. La division du temps de la chanson est à 
.

## Reprises

### The Beatles
Pistes inédites de Live at the BBC
Crying, Waiting, Hoping The Honeymoon Song
Les Beatles ont enregistré deux fois la chanson avec le titre féminisé To Know Her Is to Love Her.
La première version a été enregistrée le 1er janvier 1962 lors de leur audition à la maison de disque Decca, avec Pete Best à la batterie. Cette version n'a pas été incluse sur le disque Anthology 1 et jamais officiellement publiée.
La seconde est enregistrée le 16 juillet 1963, au studio « Paris » (en) à Londres, pour leur émission radio Pop Go the Beatles (en) diffusée à la BBC le 6 août. Ultimement, cette prestation sera commercialisée en 1994 sur l'album compilation Live at the BBC.

#### Personnel
- John Lennon – chant, guitare rythmique
- Paul McCartney – guitare basse, chœurs
- George Harrison – guitare solo, chœurs
- Ringo Starr – batterie[5]

### John Lennon
John Lennon a aussi enregistré sa propre version de la chanson en 1973 en présence de Spector, le producteur originel pour son album Rock 'n' Roll. Non retenue lors de sa publication, elle sera incluse, en 1986, sur l'album posthume Menlove Ave. et finalement, en piste bonus, dans la réédition de 2004 du disque Rock 'n' Roll.

### Peter and Gordon
En 1965, le duo Peter and Gordon a sorti une version de cette la chanson, intitulée To Know You Is to Love You. Elle passe 10 semaines dans le palmarès Record Retailer au Royaume-Uni, avec un pic au n ° 5, et la même position au RPM Play Sheet du Canada. Aux États-Unis, elle a passé sept semaines au Billboard Hot 100, atteignant la 24e position.

### Bobby Vinton
En 1969, Bobby Vinton a sorti une version de la chanson, toujours intitulée « To Know You Is to Love You ». Cette version a passé sept semaines dans le palmarès Billboard Hot 100, avec un pic à la position 34 tout en atteignant la 8e place sur la Billboard's Easy Listening et au Canada, la 16e position du RPM 100, et la 6e place au RPM's Adult Contemporary chart.

### Dolly Parton, Linda Ronstadt et Emmylou Harris
En 1987, les chanteuses country Dolly Parton, Linda Ronstadt et Emmylou Harris ont repris la chanson, pour leur album Trio qui a été vendu à plusieurs millions d'exemplaires et qui s'est mérité un « Grammy ». La chanson a été publiée en single. Cette version a atteint le sommet du Hot Country Songs, 16 mai 1987. Dans une version filmée devant public, le trio est accompagné par les musiciens Herb Pedersen (qui remplace Albert Lee de la version studio), David Lindley et Ry Cooder. Le vidéoclip, réalisé par White Copeman, a été souvent diffusé sur CMT.

### Autres versions
En 1958, Evelyn Kingsley with The Towers l'ont enregistrée et publiée en 45 tours (Capitol F4069).
Dodie Stevens l'a enregistrée pour son  album Pink Shoelaces de 1961.
En 1962, Nancy Sinatra a publié sa version sur le label Reprise Records, en face B de Like I Do.
The Shirelles l'ont enregistrée en 1964, version qu'on pouvait entendre sur leur compilation The Shirelles Sing the Golden Oldies.
En 1966, Lesley Gore reprend la chanson dans son album All About Love.
En 1972, Jody Miller a placé sa version, en 18e position du Billboard country charts[réf. nécessaire], tirée de son album There's A Party Goin' On.
La star britannique de glam rock, Gary Glitter, l'a enregistré sur son deuxième album Touch Me en 1973, qui a atteint seconde place du palmarès britannique.
Steeleye Span a joué une reprise de la chanson sur leur album de 1974 intitulé Now We Are Six, avec David Bowie au saxophone alto comme invité. 
David Bromberg a inclus une version sur son album My Own House (Fantasy 9572) en 1978. Il l'a enregistré en chantant et jouant à la guitare acoustique en direct pour ensuite y rajouté de la guitare slide sur un autre piste.
En 2007, Amy Winehouse a enregistré la chanson de façon acoustique pour la face B du single You Know I'm No Good. Une version live par Winehouse est également enregistrée en 2006 et publiée en 2012 sur Amy Winehouse – At The BBC et une autre sur l'album compilation The Saturday Sessions: The Dermot O'Leary Show en 2007.
La même année, la chanson a été enregistrée en duo par Jill Johnson et Lisa Miskovsky.
Le 10 juillet 2010, une prestation sur scène par David Gilmour et Roger Waters pour la Hoping Foundation. C'est leur première performance ensemble depuis la prestation de Pink Floyd pour Live 8 en juillet 2005. Cette performance inusitée fait référence à leur relation souvent difficile.
La chanteuse country Martina McBride l'a également incluse sur son album Everlasting en 2014.